# Louis-Fürnberg-Preis
Im Jahre 1972 wurde der  Louis-Fürnberg-Preis des Rates des Bezirkes Erfurt gestiftet.
Er wurde bis zur Wende in der DDR alljährlich an literarische Talente verliehen. Verleihungsort war Weimar. Preisträger sind u. a. Wulf Kirsten, der 1972 der erste Preisträger war, Heinz Knobloch, Harald Gerlach, Walter Werner, Hanns Cibulka und Reinhard Bernhof, Reinhart Heinrich und Brigitte Reimann. Nach der Wende kam es zu keiner weiteren Preisverleihung, da der Stifter zusammen mit der DDR aufgehört hatte zu existieren. Die letztmalige Verleihung dieses Preises fand anlässlich des 80. Geburtstages von Louis Fürnberg 1989 an Harald Schleuter während einer Festveranstaltung in Weimar statt.